# Take the Box
„Take the Box” este cel de-al doilea disc single al cântăreței britanice Amy Winehouse, extras de pe albumul Frank și promovat începând cu ianuarie 2004 sub egida casei de discuri Island Records.

## Clasamente
| Clasamente (2004)               | Cea mai înaltă poziție |
| ------------------------------- | ---------------------- |
| Regatul Unit - UK Singles Chart | 57                     |